# Erythmelus agilis
Erythmelus agilis är en stekelart som först beskrevs av Enock 1909.  Erythmelus agilis ingår i släktet Erythmelus och familjen dvärgsteklar. Arten är reproducerande i Sverige. Inga underarter finns listade i Catalogue of Life.